# Takuma Ueda
Takuma Ueda (jap. 上田拓馬, Ueda Takuma; * 21. März 1989) ist ein japanischer Badmintonspieler.

## Karriere
Takuma Ueda siegte bei den Russia Open 2010 im Herreneinzel. Bei der Welthochschulmeisterschaft 2008 hatte er bereits Bronze im Herrendoppel mit Kazushi Yamada gewonnen. Bei der India Super Series 2011 wurde er Fünfter im Einzel, bei der Sommer-Universiade 2011 Dritter.

## Sportliche Erfolge
| Saison | Veranstaltung              | Disziplin    | Platz | Name                         |
| ------ | -------------------------- | ------------ | ----- | ---------------------------- |
| 2008   | Welthochschulmeisterschaft | Herrendoppel | 2     | Takuma Ueda / Kazushi Yamada |
| 2010   | Russia Open                | Herreneinzel | 1     | Takuma Ueda                  |
| 2011   | India Super Series         | Herreneinzel | 5     | Takuma Ueda                  |
| 2011   | Universiade                | Herreneinzel | 3     | Takuma Ueda                  |